# Quốc kỳ Libya
Quốc kỳ Libya ban đầu được giới thiệu vào năm 1951, sau khi thành lập Vương quốc Libya. Nó được thiết kế bởi Omar Faiek Shennib và được chấp thuận bởi Vua Idris Al Senussi, người được phái đoàn Liên Hợp Quốc ủy quyền đại diện cho ba khu vực Cyrenaica, Fezzan và Tripolitania tại các cuộc thảo luận thống nhất của Liên Hợp Quốc.
Lá cờ này đã không còn được sử dng vào năm 1969, nhưng sau đó đã được Hội đồng Chuyển tiếp Quốc gia Libya và các lực lượng chống Gaddafi thông qua và được phục hồi như là quốc kỳ của Hiệp hội trong điều khoản ba của Hiến chương Dự thảo Hiến pháp Libya cho Giai đoạn Chuyển tiếp được ban hành vào ngày 3 tháng 8 năm 2011.